# Calilena californica
Calilena californica là một loài nhện trong họ Agelenidae.
Loài này thuộc chi Calilena. Calilena californica được Richard C. Banks miêu tả năm 1896.